# Фосфатопровід Хурибга — Джорф-Ласфар

Фосфатопровід Хурибга — Джорф-Ласфар на мапі Марокко

Фосфатопровід Хурибга — Джорф-Ласфар — один з найбільших пульпопроводів, виконаний на початку 21-го століття для транспортування корисних копалин (фосфатів).
Історично пульпопроводи створювались для транспортування вугілля, залізної руди, відходів промисловості (шламопроводи, золопроводи). Проте вони цілком можуть знаходити своє призначення і у доставці інших природних копалин. Один з таких трубопроводів був споруджений у Марокко у 2014 році для розробки традиційних у Північній Африці родовищ фосфатів.
Вихідна станція трубопроводу знаходиться в районі Хурибга, куди доставляють фосфатну руду із кількох заводів первинної підготовки (El Halassa, MEA та Daoui). Оскільки продукція цих заводів відрізняється за суттєвими характеристиками (розміром, якістю), на станції Хурибга організовано її роздільне зберігання. Відповідно, прокачування пульпи здійснюється окремими партіями, що перемежовуються із прокачуванням води.
Довжина фосфатопроводу на маршруті Хурибга — Джорф-Ласфар 187 км, всього ж у межах мережі прокладено 227 км труб. Діаметр головної ділянки 900 мм. Робоча потужність становить від 26 до 38 млн тонн на рік.
Фосфати надходять для переробки на індустріальному комплексі Джорф-Ласфар Фосфат Хаб (Jorf Lasfar Phosphate Hub), який має вийти на повну потужність після 2020 року. Завдяки пульпопроводу вартість їх транспортування від копалень має знизитись на 45 %.